# هورن أيست (أونتاريو)
هورن أيست، أونتاريو (بالإنجليزية: Huron East)‏ هي مدينة كندية تقع في مقاطعة أونتاريو. تبلغ مساحة هذه المدينة 669.1644 (كم²)، ويبلغ عدد سكانها 9310 نسمة حسب إحصاء سنة 2006 م، بينما كان يسكنها 9680 نسمة في سنة 2001 م. تحتل هذه المدينة المرتبة رقم 411 بين مدن كندا حسب عدد السكان والمرتبة رقم 154 في المقاطعة. نما عدد السكان في هذه المدينة بنسبة (-3.8) بين العامين المذكورين.

## أعلام
- ويليام بلاك

## وصلات خارجية
- الأطلس الحكومي لكندا
- إحصاءات كندا مع ساعة تعداد السكان